# Baldwin County (Alabama)
Baldwin County je okres ve státě Alabama v USA. K roku 2010 zde žilo 182 265 obyvatel. Správním městem okresu je Bay Minette. Celková rozloha okresu činí 5250 km². Na jihu okresu je Mexický záliv. Na východě sousedí se státem Florida.

## Sousední okresy
| Růžice kompasu | Washington Count a Clarke County |                          | Monroe County                          | Růžice kompasu |
| Růžice kompasu | Mobile County                    | Sever                    | Escambia County a Escambia County (FL) | Růžice kompasu |
| Růžice kompasu | Mobile County                    | Baldwin County (Alabama) | Escambia County a Escambia County (FL) | Růžice kompasu |
| Růžice kompasu | Mobile County                    | Jih                      | Escambia County a Escambia County (FL) | Růžice kompasu |
| Růžice kompasu |                                  |                          |                                        | Růžice kompasu |